# RKO Pictures
RKO (Radio-Keith-Orpheum) Pictures este o companie americană independentă care produce și distribuie filme. A fost fondată la 23 octombrie 1928 de către David Sarnoff, având sediul la 1270 Avenue of the Americas, New York, NY.
A fost unul din cele cinci studiouri majore din Epoca de Aur (clasică) a Hollywoodului.

## Vezi și
- Categorie:Filme RKO Pictures
- Listă de filme RKO

## Legături externe
- RKO Radio Pictures la Internet Movie Database
- RKO Pictures la Internet Movie Database